# Chronologie des präkolumbischen Mesoamerika
Die Chronologie des präkolumbischen Mesoamerika wird für gewöhnlich in die folgenden Epochen unterteilt:
In der paläoindianischen Frühzeit fand die erste Besiedelung des mesoamerikanischen Kulturraums durch Menschen statt. Die Menschen lebten in dieser Zeit vorwiegend als Jäger und Sammler.
In der archaischen Periode wurden erste Formen des Ackerbaus entwickelt. Es kam in dieser Zeit erstmals zu dauerhafter Ansiedlung in Dörfern; zum Ende dieser Periode kam auch der Gebrauch von Töpferwaren und einfachen Webstühlen auf (vgl. Mokaya-Kultur).
Die Präklassik (auch als 'Formative Periode' bezeichnet) markiert den Beginn der Zeit der Bildung größerer Stadtstaaten sowie der ersten großangelegten zeremoniellen Architektur. Kennzeichnend ist dafür die Entwicklung von Dörfern zu Städten, die ihrerseits wiederum regionale Macht und Einfluss ausübten. Mit den Olmeken entwickelte sich zu dieser Zeit an der Küste zum Golf von Mexiko die erste mesoamerikanische Zivilisation; sie beeinflusste wahrscheinlich Stätten im zentralen Hochland (vgl. Tlatilco-Kultur) ebenso wie im Süden des Landes (vgl. Izapa). Auch Zapoteken und Maya befanden sich in einer frühen Phase einer städtischen Entwicklung.
Während der Klassik wuchs die zentralmexikanische Stadt Teotihuacán zur Metropole heran; ihr Reich beherrschte einen Großteil Mesoamerikas. Die Klassik war auch die bedeutendste Zeit der Maya-Kultur. Das Ende der Klassik fällt in Mesoamerika zusammen mit dem Untergang von Teotihuacán im 7. Jahrhundert. Im Zuge dessen erlebten auch viele der Orte im südlichen Tiefland (vor allem Tikal) einen kurzzeitigen Verfall, der in der Forschung als „Klassischer Hiatus“ bezeichnet wird. Die späte klassische Periode, die durch eine kontinuierliche Entwicklung der Maya gekennzeichnet war, wird zum Teil als Blütezeit bezeichnet. Im frühen 20. Jahrhundert wurde diese Zeit manchmal als „Altes Reich“ in Analogie zum Alten Ägypten bezeichnet; dieser Ausdruck wird heute als ungenau angesehen und deshalb seit einigen Jahrzehnten von Archäologen und Forschern nicht mehr verwendet.
Während der Postklassik verschob sich der Machtschwerpunkt von der Halbinsel Yucatán allmählich in Richtung Zentralmexiko. Die Tolteken kontrollierten kurzzeitig vom 11. bis zum 13. Jahrhundert das zentrale Mexiko; danach zerfiel ihr Reich unter dem Ansturm einiger Stämme aus dem Norden Mexikos. Das entstehende Machtvakuum wurde ab dem frühen 14. Jahrhundert bis zur Eroberung durch die Spanier vom Reich der Azteken ausgefüllt. Im Norden Yucatáns kam es daneben Anfang des 11. Jahrhunderts, kurz nachdem das Reich der Tolteken untergegangen war, zu einer Invasion von Gruppen aus Zentralmexiko. Die Verschmelzung einheimischer Maya-Kultur mit der Kultur der Eroberer verhalf den Städten des nördlichen Tieflands in der Folge zu einem Aufstieg, der erst durch die Ankunft der Spanier beendet wurde. Die späte Blütezeit der Maya im Norden wurde im frühen 20. Jahrhundert zuweilen als „Neues Reich“ bezeichnet – ein Begriff, der aufgrund neuer Erkenntnisse nicht mehr geeignet erscheint und somit nicht mehr benutzt wird.

## Zeittafel
In Mesoamerika wird für die Einordnung kultureller Phänomene eine Gliederung in Epochen verwendet, deren genau zeitliche Einordnung durchaus schwankt. Ein wichtiger Grund hierfür ist, dass markante kulturelle Umbrüche in den verschiedenen Regionen Mesoamerikas nicht gleichzeitig auftragen. Dies wird insbesondere für das Ende des Klassikums deutlich, das im zentralen Mexiko früher angesetzt wird als im Gebiet der Maya-Kultur, weshalb dort zusätzlich von einem Endklassikum gesprochen wird.
| Epoche              | Zeitpunkt                   | Ereignis |
| ------------------- | --------------------------- | --- |
| Frühzeit            |                             | |
|                     | ca. 20.000 – 10.000 v. Chr. | Besiedelung des mesoamerikanischen Raumes durch Menschen |
|                     | ca. 10.000 – 7000 v. Chr.   | Älteste Datierung von archäologischen Funden in Zentralmexiko (Tlapacoya) und auf der Halbinsel Yucatán                                                                                                   |
|                     | ca. 8000 v. Chr.            | Datierung der Funde von Los Tapiales (früheste Funde in Guatemala) |
| Archaische Periode  |                             | |
|                     | ca. 7000 v. Chr.            | erste Versuche von Ackerbau |
|                     | ca. 5000 v. Chr.            | erste Domestikation von Mais als Kulturpflanze |
|                     | ca. 3000–2500 v. Chr.       | Anlage von ständig bewohnten Dörfern; Entwicklung von Töpferei und Weberei |
|                     | ca. 2500 v. Chr.            | Die Vorfahren der Maya tauchen in Guatemala auf und vermischen sich mit der dortigen Urbevölkerung. |
| Präklassik          |                             | |
| Frühe Präklassik    | 1500 – 700 v. Chr.          | |
|                     | ca. 1500 v. Chr.            | Der Maisanbau wird zur Lebensgrundlage für die Völker Mesoamerikas; Nutzung von Obsidian für Werkzeuge. Die Mokaya-Kultur gilt derzeit als die älteste sozial differenzierte Kultur Mesoamerikas.         |
|                     | ca. 1500–1200 v. Chr.       | Ocos-Keramik an der Pazifikküste |
|                     | ca. 1200 v. Chr.            | Beginn des Aufstiegs der Kultur der Olmeken; Tlatilco-Kultur in Zentralmexiko |
|                     | ca. 850 v. Chr.             | erste Verarbeitung von Gold; erste Tempelpyramiden in La Venta und Tres Zapotes |
| Mittlere Präklassik | 700 – 300 v. Chr.           | |
|                     | ca. 600 v. Chr.             | Beginn der zapotekischen Kultur von Monte Albán und der Chupícuaro-Kultur in Zentralmexiko |
|                     | ca. 500 v. Chr.             | Die Zerstörung von La Venta führt zum Untergang der olmekischen Kultur |
| Späte Präklassik    | 300 v. Chr. – 200 n. Chr.   | |
|                     | ca. 400 – 150 v. Chr.       | Izapa-Kultur an der mexikanischen Pazifikküste |
|                     | ca. 125 v. Chr.             | erste datierbare Stelen im Gebiet der Maya |
|                     | 36 v. Chr.                  | frühestes in der Langen Zählung aufgezeichnetes und von einem Nullpunkt gezähltes Datum (auf Stele 2 in Chiapa de Corzo, Guatemala)                                                                       |
|                     | ca. 100 n. Chr.             | Baubeginn der ersten Stufenpyramide in Teotihuacán in Zentralmexiko |
| Klassik             |                             | |
| Frühe Klassik       | 200 – 500 n. Chr.           | |
|                     | ca. 200                     | Baubeginn der Sonnenpyramide von Teotihuacán |
|                     | ca. 250                     | Baubeginn der Mondpyramide von Teotihuacán |
|                     | ca. 250 – 450               | Gründung der großen Maya-Städte im heutigen Guatemala (Tikal, Palenque, Copán und Yaxchilán) |
|                     | 292                         | Datierung der frühesten in der Langen Zählung datierten Stele in Tikal |
|                     | ca. 300 – 550               | Blütezeit von Teotihuacán: Die Stadt war mit vermutlich rund 125.000 Einwohnern die größte Ansiedlung des amerikanischen Kontinents.                                                                      |
|                     | ca. 400                     | Ein Großteil des Gebiets der Maya wird von Teotihuacán unterworfen oder beeinflusst, was die Kultur der Maya auf lange Zeit mitbestimmt.                                                                  |
| Mittlere Klassik    | 500 – 700 n. Chr.           | |
|                     | ca. 500                     | Beginn der Blütezeit der zapotekischen Kultur |
|                     | 540                         | Gründung der Maya-Stadt Bonampak |
|                     | ca. 550 – 700               | Lang andauernde Kriege zwischen den Städten Tikal und Calakmul sowie deren Vasallen |
|                     | ca. 600 – 650               | Niedergang und darauffolgende Aufgabe der Stadt Teotihuacán |
|                     | ca. 650                     | Beginn des Klassischen Hiatus: Zahlreiche Städte des südlichen Tieflands werden verlassen; Königtum und Adelsschicht verschwinden, neue kleinere, stark befestigte Siedlungen auf Anhöhen werden gebildet |
| Späte Klassik       | 700 – 900 n. Chr.           | |
|                     | 799                         | Letzte Datierung in der Maya-Stadt Palenque |
|                     | 822                         | Letzte Datierung in der Maya-Stadt Copán |
|                     | 879                         | Letzte Datierung in der Maya-Stadt Tikal |
| Endklassik          | 900 – 1000 n. Chr.          | |
|                     | 909                         | Letzte Datierung in den Maya-Städten Uxmal und Toniná, gleichzeitig letzte Datierungen der klassischen Zeit der Maya                                                                                      |
| Postklassik         |                             | |
| Frühe Postklassik   | 900/1000–1200 n. Chr.       | |
|                     | ca. 950                     | Gründung der toltekischen Hauptstadt Tula |
|                     | 987                         | Der toltekische Herrscher Quetzalcoatl wird mit seinen Anhängern aus Tula vertrieben (Ursprung des Quetzalcoatl-Mythos); noch im selben Jahr erobern diese die Maya-Stadt Chichén Itzá.                   |
|                     | 1007                        | Gründung der Maya-Stadt Mayapán |
|                     | 1140                        | Vermutlich erstes Auftauchen der Vorfahren der Azteken im Tal von Mexiko |
|                     | 1168                        | Mit der Zerstörung Tulas durch die Chichimeken beginnt der Niedergang des Reiches der Tolteken. |
| Späte Postklassik   | 1200–1520/1540 n. Chr.      | |
|                     | 1221                        | Die im nördlichen Tiefland gelegenen Städte Chichén Itzá, Mayapán und das neu besiedelte Uxmal gründen die Liga von Mayapán.                                                                              |
|                     | 1224                        | Die Tolteken verlassen Chichén Itzá; die Itzá treten wieder die Herrschaft über die Stadt an. |
|                     | ca. 1320–1350               | Gründung der späteren aztekischen Hauptstadt Tenochtitlán |
|                     | ca. 1350                    | Die Mixteken siedeln sich in Monte Albán an. |
|                     | 1428                        | Die zentralmexikanischen Städte Tenochtitlán, Texcoco und Tlacopán bilden den aztekischen Dreibund. |
|                     | 1441                        | Ende der Liga von Mayapán durch eine Revolte, durch die die Itzá zum Verlassen von Chichén Itzá gezwungen werden und Mayapán zerstört wird.                                                               |
|                     | 1487                        | Bei der Einweihung des Templo Mayor in Tenochtitlán werden innerhalb von vier Tagen mehr als 20.000 Menschen geopfert.                                                                                    |
|                     | 1511                        | Erstes Auftauchen der Spanier an der Küste der Halbinsel Yucatán |
|                     | 1517                        | Bei der Expedition des Juan de Grijalva kommt es zum ersten Kontakt von Europäern mit Azteken. |
|                     | 1519–1521                   | Die spanische Eroberung Mexikos führt zum Untergang des Aztekenreiches. |
|                     | 1524–1542                   | Die Spanier unternehmen mehrere Versuche zur Unterwerfung der Maya, was aber nur teilweise gelingt. Der Widerstand dauert in den folgenden Jahrzehnten weiter an.                                         |
| Kolonialzeit        |                             | |
|                     | 1697                        | Mit der Zerstörung der Itzá-Stadt Tayasal in Yucatán endet die letzte unabhängige indigene Herrschaft in Mesoamerika.                                                                                     |